# Filozofia buddyjska
Filozofia buddyjska – została zapoczątkowana przez Buddę, prawdopodobnie w VI wieku p.n.e. lub V wieku p.n.e.

## Krótki opis podstawowych prawd i kierunków w filozofii buddyjskiej

### Opis podstawowych prawd
Cztery szlachetne prawdy:
1. Pierwsza Szlachetna Prawda o Cierpieniu (dukkha)
2. Druga Szlachetna Prawda o Przyczynie Cierpienia (dukkha)
3. Trzecia Szlachetna Prawda o Ustaniu Cierpienia (dukkha)
4. Czwarta Szlachetna Prawda o Ścieżce Prowadzącej do Ustania Cierpienia (dukkha)

Proces ustawania Cierpienia (dukkha) opisany jest poprzez Dwanaście ogniw współzależnego powstawania, gdzie pierwszym ogniwem oraz pierwotnym źródłem Cierpienia jest niewiedza.
Stan doskonałego ustania Cierpienia to nirwana, gdzie następuje wyzwolenie od cyklu narodzin i śmierci, czyli samsary, ponieważ ustanie niewiedzy prowadzi do tego, że nie powstają splamienia i odpowiadająca im karma, a po śmierci nie dochodzi do kolejnego wcielenia (zgodnie z procesem reinkarnacji według dwunastu ogniw współzależnego powstawania).
Siunjata to kluczowe pojęcie występujące w buddyzmie i jest niezbędnym pojęciem dla zrozumienia mahajany. Zgodnie z jej doktryną wszystkie rzeczy i dharmy są przejawieniami pozbawionymi realnego istnienia (pustymi). Szkoły buddyzmu wczesnego (tzw. hinajany) na ogół przyjmowały realne istnienie dharm, takimi jakimi wydają się przejawiać, choć zakładały brak tożsamości "ja". Zrealizowanie "pustości" (siunjata) zjawisk oprócz doprowadzenia do wyzwolenia od cierpienia (dukkha) umożliwia w buddyzmie również osiągnięcie Doskonałego Oświecenia. Nauka o tym odnosi się do postawy bodhisattwy, który szuka Doskonałego Oświecenia nie tylko dla samego siebie, ale przede wszystkim w celu pomocy wszystkim czującym istotom. 
Podstawy buddyjskie wspólne dla wszystkich tradycji:
1. Wszystkie złożone zjawiska są nietrwałe.
2. Wszystkie naznaczone skazą (splamieniami i prowadzącą do nich odpowiednią karmą) rzeczy i zdarzenia są Cierpieniem (dukkha).
3. Wszelkie zjawiska i stany są pustością i są pozbawione własnego istnienia, bądź braku tożsamości "ja".
4. Nirwana jest prawdziwym ustaniem Cierpień i niewiedzy.

### Hinajana
Hinajana (sanskr. Mały Wóz) jest uznawana za jeden z trzech głównych i zarazem najwcześniejszy odłam buddyzmu. Nazwę wprowadzono z punktu widzenia nauk mahajany w odróżnieniu do wcześniejszych od niej 18 tradycyjnych szkół kanonu palijskiego, z których najbardziej znane to sautrantika i wajbaszika. Doktryny hinajany oparte są bezpośrednio na naukach Buddy – przede wszystkim trzech "koszach" kanonu palijskiego – vinaya (reguł dotyczących życia zakonnego, np. według szkoły mulasarvastivady), sutrach Buddy oraz naukach abidharmy. Szkoły hinajany obecnie nie istnieją, choć jej nauki są nadal kultywowane jak podstawa nauk buddyzmu. Obecnie najbardziej zbliżoną do hinajany tradycją jest theravada.
Nauki hinajany akcentują indywidualną pracę nad umysłem, wyrzeczenie się niewłaściwych działań oraz wykonywanie właściwych, zgodnie z Ośmioraką Ścieżką, aż do osiągnięcia stanu nirwany, wyzwolenia od cierpień i przyczyn cierpienia. 
Współcześni buddyjscy mistrzowie wierzą w późną madhjamakę, tak jak w tybetańskich naukach lamrim, stopni na ścieżce. Istnieje możliwość, że poglądy takie występowały również we wczesnym buddyzmie, a później uległy zanikowi. Potwierdzać to mogą np. zapiski Pyrrona z Elidy. 

### Mahajana
Mahajana pochodzi z Indii i pierwotnie istniała w północnej części tego subkontynentu, na terenie współczesnego Pakistanu. Jak wynika z obecnych badań źródłem nauk mahajany jest wyłoniona na bazie przekazu Buddy Siakjamuniego ok. 320 r. p.n.e. tradycja mahasanghika. Podczas pierwszego stulecia naszej ery mahajana rozprzestrzeniła się na tereny Dalekiego Wschodu. Następnie w Indiach z mahajany wyodrębniła się wadżrajana i w ósmym wieku naszej ery została przeniesiona do Tybetu i dalej do innych krajów Wschodu.
Mahajana jest systemem opartym przede wszystkim na sanskryckiej adaptacji Kanonu palijskiego. Charakterystyczną cechą buddyzmu mahajany na tle nauk hinajany jest zmiana ideału soteriologicznego, rozumienie "pustości" (sanskryt. siunjata), gdzie głównymi doktrynami o niej są czittamatra i madhjamaka, nauki o naturze Buddy oraz zastosowanie terminu trzech ciał Buddy. Ideałem staje się nie arhat, tak jak w hinajanie, który osiągnął wyzwolenie od cierpień Nirwana poprzez wyrzeczenie się Samsary, ale  bodhisattwa – czyli istota, która rozwinęła postawę bodhiczitty, aby osiągnąć Doskonałe Oświecenie dla pożytku wszystkich czujących istot poprzez praktykę Sześciu Paramit.

#### Madhjamaka
Madhjamaka, czyli "Droga Środka" (sanskryt: माध्यमक, Mādhyamaka, pinyin: Zhōngguānzōng; zwana też Śunyavada) – jest tradycją nauk mahajany na temat m.in. siunjaty usystematyzowaną przez Nagardżunę (ok. 150-250 r. n.e.). Nagardżuna zawarł w madhjamace esencję nauk Buddy jakie on przekazywał w tzw. Drugim Obrocie Kołem Dharmy.
Obecnie madhjamaka jest akceptowana jako najwyższa teoretyczna wiedza we wszystkich szkołach buddyzmu tybetańskiego oraz w innych tradycjach związanych z naukami mahajany np. w buddyzmie zen.  
"Drogi Środka" jest teoretyczną doktryną na temat siunjaty poza wszelkimi "skrajnościami" błędów popadnięcia w omylnie rozumiany stan "pustości" jako nicości (nihilizmu) oraz błędów eternalizmu (inherentnego, wrodzonego i niezależnego istnienia zjawisk). 
Według buddyzmu tybetańskiego dotychczas w madhjamace wyodrębniły się trzy główne podszkoły doktrynalne: swatantrika, prasangika i szentong oraz inne prezentacje nauk madhajamaki, np. stosowane w tradycji sakja kompleksowe podejście zwane "Wolnością od Skrajności" (transliteracja Wyliego: spros bral).

#### Czittamatra
Czittamatra – szkoła filozoficzna "tylko umysłu" wywodząca się od przekazu "jogaczary" o naturze buddy Maitrei przekazanego przez Asangę (Indie, IV w.n.e) oraz rozpowszechnionego przez Vasubandhu (Indie, IV). Główna obecnie występująca doktryna mahajany obok madhjamaki. Interpretację jogaczary jako czittamatry dokonali m.in. Dharmapala (530-561 r. n.e.), Sthiramati i Gunamati. Termin czittamatra, oznaczający z sanskrytu "Tylko Umysł", odnosi się do istnienia samoświadomego i samorozświetlającego się umysłu wolnego od dualizmu postrzegającego i postrzeganego aspektu doświadczania, który możliwy jest do urzeczywistnienia bezpośrednio w czasie praktyki buddyjskiej. 
Inherentne istnienie owego " tylko umysłu" jako natury umysłu i rzeczywistości negowane jest przez madhjamakę, która uważane jest za najbardziej precyzyjną doktrynę buddyjską przez mahajanę. Tym niemniej przekaz "jogaczary" na bazie którego wyodrębniono czittamatrę uważany jest jako dopełnienie madhjamaki przez niektóre nurty buddyjskie.

### Wadżrajana
Wadżrajana – kierunek buddyzmu, który wyodrębnił się w II wieku n.e. w Indiach w ramach tradycji mahajany, znacząco różniący się od niej metodami praktyk, który również pielęgnuje ideał bodhisattwy, rozwija miłujące współczucie (skt. bodhiczitty) dla pożytku wszystkich istot oraz zrozumienie natury rzeczywistości siunjata i wiedzy o naturze Buddy.
W tradycyjnej mahajanie bodhisattwa praktykuje postawę bodhiczitty oraz właściwe zrozumienie rzeczywistości, zgodnie z naukami o "pustości" (siunjata) i naturze Buddy poprzez Sześć Paramit, zbierając stopniowo oraz oddzielnie (podczas medytacji lub poza nią) nagromadzenie zasługi i mądrości, niezbędne, aby osiągnąć oświecenie, tj. trzy ciała Buddy, co według tradycyjnych tekstów powinno stać się w czasie trzech niezliczonych okresów (skt. kalpa) w przyszłych odrodzeniach bodhisattwy. Wadżrajana jest jednak szczególną ścieżką, gdyż umożliwia to bodhisattwie niezwykle szybko oraz jednocześnie, szczególnie poprzez praktykę tantr Jogi Najwyżej lub dzogczen, bezpośrednio prowadząc do oświecenia, tj. trzech ciał buddy, już za życia praktykującego. 

### Stopniowa ścieżka do oświecenia
Buddyzm tybetański pochodzi z ostatniego rozwoju buddyzmu jaki docierał z regionów związanych z Indiami i zawiera jako jedyny wszystkie trzy jego główne nurty: hinajanę, mahajanę, wadżrajanę z tantrami jogi najwyższej. Podstawowe pojęcia całego zakresu owych nurtów, już od czasów wizyty w Tybecie Atiśy (980-1054 r.) z bengalskiego centrum monastycznego Vikramashila, zwięźle i kompleksowo ujęto jako lamrim, tj. "Stopniową Ścieżkę do Oświecenia". Tradycyjny układ lamrimu, który kończy się wprowadzeniem do wadżrajany, wygląda następująco:
I. Poleganie na mistrzu dharmy (podstawa "Ścieżki")
1) Mistrz dharmy
II. Poziom podstawowy (korzystna reinkarnacja)
2) Cenne ludzkie odrodzenie
3) Śmierć i nietrwałość
4) Cierpienia w niższych światach (sansara)
5) Schronienie
6) Karma
III. Poziom pośredni (wyzwolenie od cierpienia)
7) Cierpienia ogólne i cierpienia w wyższych światach (sansara)
8) Splamienia
9) Ścieżka do wyzwolenia
IV. Poziom najwyższy ("Doskonałe Oświecenie")
10) Rozwinięcie i utrzymywanie bodhiczitty
11) Praktyka bodhisattwy (mahajana)
12) Trenowanie w wyciszeniu umysłu (Wylie. zhi gnas, sanskr. śamatha)
13) Trenowanie we wglądzie w naturę rzeczywistości (Wylie. lhag mthong, sanskr. vipaśanā)
14) Etapy mahajany
15) Poziomy mahajany (sanskr. bhūmi)
16) "Doskonałe Oświecenie" (trzy ciała Buddy)
17) Szczególna ścieżka wadżrajany prowadząca do trzech ciał Buddy
Popularne podręczniki do lamrimu to "Klejnotowa Ozdoba Wyzwolenia" Gampopy i "Wielka Wykładnia Stopni na Ścieżce" Congkhapy.

## Soteriologia buddyjska

Nauczający Budda Siakjamuni, Nara National Museum, Nara, Japonia

Tematyka soteriologii występuje w buddyjskiej epistemologii. Obecna jest np. w dziełach doktryn jogaczary i madhjamaki, których autorami byli Dignaga (ok. 480-540) i Dharmakirti (ok. 530-600) z Indii.
Kluczowa tematyką soteriologii buddyjskiej jest możliwość wszystkich "czujących istot" realizacji "Doskonałego Oświecenia". Stan "Doskonałego Oświecenia" w mahajanie to trzy ciała Buddy. Nie jest to stan zbawienia ale wyzwolenia z niewiedzy. 
W buddyjskiej doktrynie madhjamaka wyróżnia się podział na dwie prawdy bądź dwie rzeczywistości (sanskryt: satya):
| "Znawcza Świata (epitet Siakjamuniego) rozróżnił te dwie rzeczywistości. Pierwszą wydającą się (ang.: the seeming), drugą ostateczną". Tybetański madhjamika Pało Rinpocze: "[Wydające się] nie jest stabilną rzeczywistością, ponieważ nie może sprostać analizie i gdyż nie wydaje się buddom jako obiekt medytacji... [Ostateczność] jest autentyczna, ze względu że jest ona niezbędna dla tych co dążą do wyzwolenia, i jest nieomylna w stosunku do rezultatu jakim jest stan buddy". |

Ze względów powyższych, w madhjamace, podział pomiędzy dwoma rzeczywistościami nie jest ontologiczny ale elementarnie epistemologiczny. Oznacza to, że nie mówimy o dwóch oddzielnych zbiorach rzeczywistości, które by niezależnie i obiektywnie przebywały w dwóch oddzielnych sferach zwanych sansarą i nirwaną. Dwie rzeczywistości odnoszą się po prostu do tego, co jest "doświadczane" przez dwie kategorie "istot": uwarunkowanych (tzw. czujących) i nieuwarunkowanych (buddów).
Znaczenie soteriologiczne prawdy konwencjonalnej jest więc niezaprzeczalne. Można wyrazić to uproszczeniem: "wydające się" wydaje się coraz mniej, prowadząc jednak we właściwym kierunku, aż do stanu buddy. Madhjamika Czandrakirti oznajmia:
| Prawda konwencjonalna jest metodą. Prawda ostateczna jest tym co wyłania się z (tej) metody. Ci co nie wiedzą jak rozróżniać między tymi dwiema (prawdami). Popadną, z powodu niewłaściwego rozumowania, w poślednie ścieżki. |

Jogaczara wyodrębnia (1) aspekt wyobrażony - odnoszący się do stanów konceptualnych przypisywanych na dualistyczne postrzeganie subiekt-obiekt, (2) aspekt zależny - odnoszący się do dualistycznych stanów subiekt-obiekt, (3) aspekt doskonale obecny - odnoszący do natury buddy poza wszelkimi stanami dualistycznymi i konceptualnymi. Aspekty wyobrażony i zależny odnoszą się do poziomu konwencjonalnego (wydającego się). Aspekt doskonale obecny odnosi się do poziomu ostatecznego.
Trzy aspekty nie są trzema oddzielnymi ontologicznymi "bytami". Nie jest tak, że wyjmując aspekt wyobrażony (1) od aspektu zależnego (2) osiągamy aspekt doskonale obecny (3), tak jak zarzuca się doktrynie czittamatra. 
Jogaczara naucza o aspekcie zależnym jako dynamicznym procesie porzucania iluzji jedynie. Ma to status soteriologiczny: Aspekt zależny (2) odpowiedzialny jest za kontynuację doświadczania, które z nieoczyszczonego od aspektu wyobrażonego dociera do aspektu doskonale obecnego poza wszelką iluzją. Od początku tego procesu coraz bardziej jest się obecnym swojej prawdziwej natury, natury Buddy. 
| Siunjata (brak tożsamości "ja" i zjawisk) jest po prostu innym określeniem podejścia do procesu leczenia naszych subiektywnych odniesień do wyobrażonych tożsamości. Tak długo jak jest błędne widzenie obiektów, również jest i subiektywny proces. Poprzez zrealizowanie, że obiekty są wyobrażone, subiektywny proces naturalnie ustaje. Z drugiej strony, jeśli obiekty miały by naprawdę istnieć, nie możliwym by było ich usunięcie. |

Rozpatrując pojęcie natura Buddy warto zaznaczyć fundamentalną różnicę pomiędzy buddyzmem a np. chrześcijaństwem, gdzie stosuje się pojęcie "grzechu pierworodnego". Natura Buddy ze wszystkimi doskonałymi cechami jest wrodzona naturalnie wszystkim "czującym istotom". Parafrazując, wszyscy ludzie mają więc "doskonałość pierworodną". Główny traktat jogaczary o naturze Buddy, "Mahayana Uttaratantra Shastra", opisuje to następująco: 
| Doskonała kaja Buddy (sanskryt buddhakaya, synonim trzech ciał Buddy) jest wszystko obejmująca. (Owa) Takość jest poza wszelkimi podziałami. Wszystkie czujące istoty mają tą sposobność. Ponieważ one mają zawsze naturę Buddy. Budda powiedział: wszystkie istoty mają naturę Buddy "ze względu na obecność mądrości zawsze wrodzonej czującym istotom, ze względu na niesplamioną naturę poza dualizmem (subiekt-obiekt), ze względu na rezultat stanu Buddy. |

W buddyzmie przedmiotem soteriologii nie może być "zbawca z zewnątrz". Buddyjskie prawo karmy wykazuje, że rezultaty powstałe z danych czynów doświadczane będą tylko przez istotę, która je wykonała i nikt nie może wyzwolić bądź zbawić z nich "z zewnątrz". Rezultaty bowiem ściśle pochodzą z ich przyczyn, a nie z jakiegokolwiek grzechu, z "czyjejś" kary bądź z przeznaczenia. Tym niemniej soteriologia buddyjska dotyczy czasu aż do zrealizowania trzech ciał Buddy, "kiedy wszelkie tymczasowe zasłony (niewiedzy) – ściślej definiując my sami jako "czujące istoty" - będziemy nieobecnymi. Jest tylko kwestia formalną czy "nasze" dharmadhatu (natura buddy) i "cała reszta" dharmadhatu (czyli natura buddy wszystkich buddów) są tym samym czy różnią się, ponieważ to co nazywane jest "czująca istotą" jest niczym innym jak tym właśnie błędem samym w sobie, co czyni takie rozróżnienia". 
W mahajanie opisane jest, że każdy może osiągnąć trzy ciała buddy. Tym niemniej możliwe to będzie, jeżeli, jako bodhisattwa, praktykuje się postawę bodhiczitta oraz właściwe zrozumienie rzeczywistości (zgodne z naukami o "pustości" siunjata i naturze Buddy). Dzieje się to poprzez sześć paramit. Zbiera się w ten sposób stopniowo nagromadzenie tzw. zasługi (dobroczynnego potencjału) i transcendentnej mądrości. Jednak tradycyjna mahajana podkreśla, że taka praktyka winna zająć czas trzech niezliczonych okresów (skt. kalpa) podczas kolejnych odrodzeń (reinkarnacji) bodhisattwy. Czyni to owe zrealizowanie jako raczej czysto teoretyczne. Dopiero w tantrach jogi najwyższej (i w innych tantrach związanych z dzogczen) zaczęto opisywać, że zrealizowanie trzech ciał Buddy możliwe jest w ciągu życia osoby je praktykującej.

## Poglądy na siły nadprzyrodzone
W buddyzmie nie kładzie się nacisku na osiąganie nadprzyrodzonych mocy i zdolności, ale na praktykę w celu osiągnięcia wyzwolenia od cierpień (dukkha) i aby być pomocnym w tym dla innych. Podczas praktyki można uzyskiwać różne duchowe "doświadczenia" i rozwijać tzw. cudowne właściwości (w sanskrycie zwane siddhi) nie przywiązując się jednak do nich. Przykładem może być jeden z najbliższych uczniów Buddy arhat Maudgaljajana (Pali Moggallāna) znany z owych niezwykłych nadprzyrodzonych zdolności. Jeżeli chodzi o istnienie nadprzyrodzonych istot, buddyzm naucza, że oprócz świata ludzkiego też istnieją inne światy w samsarze. Jest on jednak religią, w której pojęcie Boga odgrywa drugorzędne znaczenie. Zasadniczym zagadnieniem, które umożliwia ostatecznie osiągnięcie oświecenia, czyli doskonałego stanu Buddy, jest natomiast idea siunjaty. Idei tej nie można pogodzić z dogmatami występującymi w innych religiach np. pojęciem Boga "stwórcy innych istot", które również zaprzecza buddyjskim naukom o prawie przyczynowo-skutkowym (tzw. karmie), reinkarnacji, czy współzależności wszystkich zjawisk (dwanaście ogniw współzależnego powstawania). 

## Etyka
Podstawą etyki buddyjskiej jest Pańcasila:
1. Zobowiązuję się przestrzegać nakazu, by nie niszczyć żywych istot.
2. Zobowiązuję się przestrzegać nakazu, by nie brać tego co nie dane.
3. Zobowiązuję się przestrzegać nakazu, by powstrzymywać się od złego seksualnego prowadzenia się.
4. Zobowiązuję się przestrzegać nakazu, by powstrzymywać się od niewłaściwej mowy.
5. Zobowiązuję się przestrzegać nakazu, by powstrzymywać się przed spożywaniem napojów odurzających i narkotyków, które prowadzą do nieuważności.

Budda w swoim nauczaniu przywiązywał dużo wagi do współczucia, miłości oraz przebaczenia.
.

## Poglądy na życie pośmiertne
Buddyzm naucza reinkarnacji, jednak równocześnie odrzuca koncepcję duszy nieśmiertelnej i niezależnej (anatman). Po śmierci następuje rozpad człowieka na pięć składników, tzw. skandh – forma materialna, uczucia, rozum, wola, świadomość. Jedynie karma danego człowieka przeniesie się do przyszłego wcielenia. Zwolennicy mahajany w szkole czittamatry, mają jeszcze bardziej wysublimowaną teorię na temat rzeczywistości jako umysłu, który nie ulega procesowi umierania. Jednak najbardziej szczegółowe nauki o procesie rozpadu związanym z umieraniem opisane są w teorii wadżrajany.
.